# Sizakele Sigxashe
Sizakele Whitmore Sigxashe, kurz: Siza (* 21. Juni 1937 in Viedgesville; † 13. Dezember 2011) war ein Funktionär des African National Congress (ANC), promovierter Wirtschaftswissenschaftler und Chef der südafrikanischen National Intelligence Agency.

## Jugend und Ausbildung
Sigxashe wurde im Dorf Viedgesville (heute in der King Sabata Dalindyebo Local Municipality) nahe Umtata als Kind von Alice und William Sigxashe in einer von Landwirtschaft geprägten Familie geboren. Er wuchs mit zwei weiteren Geschwistern auf. Seine ersten Schuljahre verbrachte er an der Xugwala Primary School und seine Zeit bis zum erfolgreichen Matric am St John’s College in Umtata. Anschließend nahm er 1958 ein Studium am University College of Fort Hare auf, das er 1961 mit einem Bachelor in Sprachen (Englisch, Xhosa) verließ.
Als Reaktion auf den Rivonia-Prozess verließ er Südafrika, um im ausländischen Exil weiter politisch tätig zu sein. Als aktiver Teilnehmer an der Befreiungsbewegung erhielt er eine Delegierung zu einem Hochschulstudium in der Sowjetunion. Dort belegte er Vorlesungen in den Fächern Finanzwirtschaft und Bankbetriebslehre. Im Jahre 1970 schloss er diesen Auslandsaufenthalt mit einem Ph.D. in Politischer Ökonomie am damaligen Kiewer Institut für Volkswirtschaft (russisch: Киевский института народного хозяйства, ukrainisch: Київський інститут народного господарства) ab.

## Beruflicher und politischer Werdegang
Während seines Studiums in Fort Hare trat Sigxashe 1959 dem ANC bei. Hier lernte er Chris Hani und Eric Manzi kennen. In den ersten Jahren dieser Mitgliedschaft war er im Exekutivkomitee der ANC Youth League aktiv, wobei Govan Mbeki auf ihn aufmerksam wurde. Zu dieser Zeit wurde Sigxashe auch Mitglied in der South African Communist Party (SACP). Nach seiner Promotion in Kiew trat er 1970 dem Umkhonto we Sizwe bei. Zunächst beschritt er jedoch seinen eingeschlagenen akademischen Berufsweg. Seit 1972 lehrte Sigxashe als Lecturer auf dem Gebiet der Entwicklungsforschung an der University of Dar es Salaam in Tansania, bereits 1974 als Senior Lecturer.
Im Jahre 1976 wechselte er in den Dienst des ANC, wo er unter dem Dach des Revolutionary Council (RC, gegründet 1969 durch Beschluss auf der Morogoro-Konferenz und später in das Politico-Military Council (PMC) umgewandelt) mit Forschungsaufgaben in die 1978 gegründete Military Intelligence Section berufen wurde. Die interne ANC-Sicherheitsabteilung war jedoch schon 1969 (nach ANC-Dokumenten) entstanden. Im Rahmen seines Aufgabengebiets war Sigxashe als Berater des angolanischen Verteidigungsministeriums tätig. Während des Jahres 1981 gelang ihm ein weiterer beruflicher Schritt innerhalb des ANC, indem er zum Sekretär des Department of Information and Publicity (deutsch: Abteilung für Information und Öffentlichkeitsarbeit) mit Dienstsitz in Lusaka (Sambia) berufen wurde. Schließlich gehörte Sigxashe seit 1983 dem National Directorate des Department of Intelligence and Security (DIS) an, dem damaligen ANC-Nachrichtendienst. Dabei oblag ihm die Leitung der Information Processing and Research Station (etwa: Informationsverarbeitung und Recherche). Infolge dieser Funktion gehörte er zum einflussreichen Political-Military Council (PMC, Politisch-militärischer Rat) des ANC, dem Oliver Tambo vorstand und das vom Sekretär Joe Nhlanhla operativ geleitet wurde.
1983 erlangte Sigxashe die Mitgliedschaft im Zentralkomitee der SACP. Zwei Jahre später, 1985, wählten auf der Kabwe-Konferenz des ANC die Teilnehmer ihn in das National Executive Committee (NEC). Diesem Gremium gehörte er bis 1991 an. Aus dieser Stellung heraus kam es zu einem strukturellen Umbau im DIS.
Ausbildungen auf nachrichtendienstlichem Gebiet erhielt der nach Auffassung der Helen Suzman Foundation durch die Sowjetunion und die DDR.
Als 1984 in zwei ANC-Lagern (Pango, Viana) auf angolanischem Gebiet eine Meuterei ausbrach, infolge es zu einigen Todesfällen kam, wurde noch im selben Jahr zur Untersuchung der Ereignisse eine Kommission (Stuart Commission of Inquiry) eingesetzt. Sigxashe als DIS-Chefanalyst gehörte neben Hermanus Loots (James Stuart), Antony Mongalo, Aziz Pahad und Mtu Jwili diesem Gremium an.
Das NEC bildete 1985 ein Provisional Directorate of Intelligence and Security unter Leitung von Alfred Nzo, in dem er, neben Joe Nhlanhla, Jacob Zuma und Tony Mongalo, in der Funktion als Leiter des Central Intelligence Evaluation Sector (CIES) für Processing and Analysis zuständig war.
Nach der Wiederzulassung oppositioneller Organisationen, wie dem ANC, kehrte Sigxashe im März 1991 nach Südafrika zurück. Nun handelte er vom Boden seines Heimatlandes als Chef des DIS und wurde bereits im Verlauf der Übergangsverhandlungen von der Apartheid zu einem demokratischen Südafrika als Generaldirektor eines neuen bzw. reformierten staatlichen Nachrichtendienstes diskutiert.
Mit dem Transitional Executive Act (Act No. 151 / 1993) wurde es möglich, für alle regierungsrelevanten Ressorts eine gemeinsame Verhandlungsgruppe zu bilden, das Transitional Executive Council (TEC, deutsch etwa „Übergangsexekutivrat“). In diesem Kreis entstand ein intelligence subcouncil (deutsch etwa: Unterausschuss Nachrichtendienste), der schließlich ein Joint co-ordinating intelligence committee (deutsch etwa: „Gemeinsamer nachrichtendienstlicher Koordinierungsausschuss“) berief.
Im Februar 1995 übernahm Sigxashe die Funktion des ersten Director-General der 1994 gegründeten National Intelligence Agency (NIA), dem neuen Inlandsnachrichtendienst. Mit dessen Gründung vollzog sich die Integration nachrichtendienstlicher Strukturen aus den vorherigen Befreiungsbewegungen ANC und PAC sowie einiger staatlicher Behörden unter eine gemeinsame Leitung. Als sein Amtsnachfolger übernahm im Januar 2000 Vusi Mavinbela die Leitung des Inlandsnachrichtendienstes.

## Ehrungen
- 2016: Order of Mendi for Bravery in Silber[21]